# 1459 w polityce
Wydarzenia polityczne w 1459 roku.

## Wydarzenia
- 15 stycznia – 27 stycznia: sejm walny w Piotrkowie odrzuca możliwość ugodowego zakończenia wojny trzynastoletniej[1].
- wiosna – papież Pius II odnawia klątwę rzuconą przez Kaliksta III na Związek Pruski[2].
- 1 września – 17 września: sem walny w Piotrkowie - po przedstawieniu przez opozycję pod kierownictwem starosty sandomierskiego Jana Rytwiańskiego poważnych zarzutów wobec całokształtu polityki królewskiej, Kazimierz IV Jagiellończyk odracza rozpoznanie sprawy do kolejnego sejmu[3].
- listopad – kongres mantuański: na skutek starań Kazimierza IV Jagiellończyka Pius II zawiesza klątwę rzuconą na stany pruskie[2].
- 6 grudnia – 20 grudnia: sejm walny w Piotrkowie w porozumieniu z Kazimierzem IV wybiera radę dwudziestu przedstawicieli celem ustaleniu z królem sposobów rozwiązania najważniejszych sytuacji kryzysowych[3].

## Urodzili się
- 22 marca – Maksymilian I Habsburg.